# Вукота Говедарица
Вукота Говедарица (Гацко, СФРЈ, 9. март 1976) српски је политичар и професор физичког васпитања. Садашњи је начелник  општине Гацко и функционер Српске демократске странке (СДС). Бивши је народни посланик у Народној скупштини Републике Српске, одборник у Скупштини општине Гацко, српски делегат у Вијећу народа Републике Српске и предсједник Српске демократске странке.

## Биографија
Рођен је 1976. године у Гацку. У Фочи је завршио Основну школу „Иван Горан Ковачић“, а 1994. године Средњу машинску школу „Перо Слијепчевић“. Дипломирао је на Факултету спорта и физичког васпитања у Новом Саду 2000. Након завршетка студија постаје технички директор културно-спортског центра у Гацку. У родном граду је и данас председник Гусларског друштва „Тешан Подруговић“ и мушког одбојкашког клуба.
Члан је Српске демократске странке (СДС) од 1999. године. До 2006. године је био председник Омладине СДС-а, а од 2009. потпредсједник је Странке. Први пут је на изборима учествовао 2004. године, када је изабран за одборника у Скупштини општине Гацко. Две године касније на изборима осваја мандат у Народној скупштини Републике Српске, а потврђује га и на општим изборима 2010. године. Говедарица је обновио мандат и 2014. године.
Дана 23. октобра 2016. Говедарица је изабран за новог лидера странке наслиједивши Младена Босића, а разлог промене председника странке био је лош изборни резултат партије на локалним изборима у БиХ одржаних 2. октобра 2016.
На општим изборима 7. октобра 2018. кандидује се за предсједника Републике Српске, гдје је изгубио од тадашње премијерке Републике Српске Жељке Цвијановић, кандидата СНСД-а.
На локалним изборима 2024. године кандидује се за начелника општине Гацко, гдје побјеђује Срђана Миловића, кандидата СНСД-а и осваја мандат начелника.
Тренутно живи у Гацку. Ожењен је Оливером са којом има сина Стефана и кћерку Катарину. Познат је и као народни гуслар, са честим наступима. На фестивалу српских гуслара у Пљевљима проглашен је за најбољег гуслара за 2010. годину.